# Esteganoanálise
Esteganoanálise  é uma área especializada em pesquisas relacionado à tentativas de detectar esteganografia,  mensagens ou até mesmo arquivos dentro de outros arquivos como imagens digitais, arquivos de áudio e vídeo, que como todas as outras áreas da informática, também possui falhas, às vezes o próprio algoritmo de camuflagem acaba deixando brechas perceptíveis sendo assim, acaba descobrindo a mensagem camuflada.
A esteganoanálise, do grego ‘’stegano’’ (escondido ou oculto) e ‘’analise’’ (separar) tem seu foco em detectar as mensagens ocultas dentro dos arquivos, e não em extrair as mensagens de dentro dos arquivos.
A esteganoanálise possui vários algoritmos ótimos em verificar e descobrir se um arquivo (uma imagem digital por exemplo), possui uma mensagem oculta. Porém nem mesmo os melhores algoritmos de esteganoanálise são capazes de dizer com precisão onde está a mensagem dentro do arquivo. Estes algoritmos detectam, mas não são capazes de extrair as mensagens, eles conseguem detectar se há uma mensagem ou não, através da leitura dos bits menos significativo do arquivo. Sabendo que arquivos de áudio, vídeo e imagens, possuem bits menos significativos, que não são usados e que a esteganografia tira proveito disso preenchendo estes bits não utilizados, fica fácil de entender como a área de esteganoanálise atua.
Os ataques utilizados pela esteganoanálise para detectar as mensagens ocultas são: ataques aurais, ataques estruturais, ataques estatísticos e ’’RS-Esteganálise’’. Na maioria das vezes, estes métodos são desenvolvidos para detectar os mascaramentos feitos por um ‘’software’’ de esteganografia em específico. Raras são as vezes em que um método genérico é robusto o suficiente para detectar vários tipos de mascaramento. Os algoritmos implementados pelos aplicativos de uso pessoal para esteganografia normalmente possuem baixa segurança, sendo facilmente detectados. É nesse sentido que o RS-Esteganálise está sendo muito utilizado e aperfeiçoado constantemente.